# Boundary Ranges
Boundary Ranges, v češtině Hraniční pásmo, je horské pásmo na severozápadě severní Ameriky,
při pobřeží Tichého oceánu. Leží na Aljašce ve Spojených státech amerických
a v Britské Kolumbii v Kanadě.
Pohoří tvoří severní část Pobřežních hor a je ze tří horských pásem Pobřežních hor nejvíce rozlehlé. V pohoří se nachází několik ledovců, největší jsou ledovec Juneau Icefield s plochou 3 900 km2 (pátý největší ledovec na západní polokouli) a Stikine Icecap.

## Geografie a geologie
Boundary Ranges zaujímá plochu 87 000 km2. Na severu je ohraničeno průsmykem Chilkoot Pass (za kterým leží Pohoří svatého Eliáše), na jihu řekou Nass River v místech, kde ústí do Pacifiku (státní hranice mezi Spojenými státy a Kanadou). Na východě leží plošina Stikine Plateau, na západě pak Alexandrovo souostroví. Nejvyšší horou je Mount Ratz (3 090 m).
K dalším nejvyšším vrcholům náleží Chutine Peak (2 910 m) a Devils Thumb (2 766 m). Pohoří je tvořeno převážně granitovými intruzemi z období svrchní křídy.

## Horská pásma
Adam Mountains, Ashington Range, Boundary Range, Burniston Range, Dezadeash Range, Florence Range, Halleck Range, Cheja Range, Chechidla Range, Chutine Icefield, Juneau Icefield, Kahpo Mountains, Kakuhan Range, Lincoln Mountains, Longview Range, Peabody Mountains, Rousseau Range, Seward Mountains, Snowslide Range, Spectrum Range, Stikine Icecap